# تپه بابا قلعه سی
تپه بابا قلعه سی مربوط به سدهٔ ۶ و ۷ ه.ق است و در شهرستان خدابنده، روستای چقلوی سفلی واقع شده و این اثر در تاریخ ۱۱ مهر ۱۳۵۶ با شمارهٔ ثبت ۱۴۴۸ به‌عنوان یکی از آثار ملی ایران به ثبت رسیده‌است.همزمان با ثبت این اثر در آثار ملی به دو آن حصارهایی کشیده شد و مورد توجه قرار گرفت. بعد از انقلاب به دلیل بی توجهی مس/ولین حصارهای آهنی این قلعه سرقت شده واین قلعه به حال خود رها شد و هم‌اکنون به کوهی تبدیل شده‌است ولی باز هم آثار گرانبهایی از نظر تاریخی و ملی را درون خود جای داده است که در سال‌های گذشته بسیاری از انسان‌های کم خرد  دست به حفاری برای سرقت اشیای گرانبهای این اثر زده اند